# 第十一航空艦隊 (日本海軍)
第十一航空艦隊は、大日本帝国海軍の部隊。略称は１１ＡＦ。

## 歴史

### 編制経緯
太平洋戦争前の日本海軍の陸上基地航空兵力は、年度戦時編制において各艦隊もしくは各鎮守府や要港部に所属していた。1938年（昭和13年）9月6日に裁可された昭和十三年度帝国海軍作戦計画では、日本列島東方海面を担当する第五艦隊が新編されると共に、東正面に配備される陸上攻撃機と飛行艇部隊を連合艦隊司令長官が直率することになった。これが基地航空艦隊編成の萌芽とされる。その後、統一指揮や訓練の整合などの観点から、基地航空部隊をまとめた「艦隊」の必要性が説かれるようになり、従来の艦隊令が改正されて「航空艦隊」編制の運びとなった。
1940年（昭和15年）11月5日に裁可された昭和十六年度帝国海軍作戦計画において、日本海軍は母艦航空艦隊（第一航空艦隊）と基地航空部隊（第十一航空艦隊）を編制することになった。
1941年（昭和16年）1月15日、連合艦隊に付属していた第一連合航空隊（1CSf）、第二連合航空隊（2CSf）、第四連合航空隊（4CSf）がおのおのその数字の上に「二十」が加えられ航空戦隊と改称され、これらを統合して第十一航空艦隊が新編された。司令長官は片桐英吉中将であった。
第十一航空艦隊の新編により基地航空部隊の指揮系統は整理され、大規模航空作戦を実施可能とした。すなわち基地航空部隊の戦略的用法に道を開いたものである。基地航空部隊を統一指揮することにより、その移動力と長大な攻撃距離を利用し、適時所要方面に大兵力を集中できるばかりでなく、広正面の統制ある飛行哨戒を実施できるなどの利点があり、また艦隊の編成により、管理、教育訓練、補給などの能率、航空艦隊の独立による基地航空部隊の士気高揚の効果もあった。

### 日中戦争
1941年（昭和16年）4月10日、日本海軍は鹿屋基地で第一航空隊を新編（第二十一航空戦隊麾下）、高雄基地で第三航空隊を新編（第二十三航空戦隊を新編し、同航空戦隊麾下）、第十一航空艦隊を増強した。十一航艦麾下の第二十二航空戦隊（元山空、美幌空）は支那方面艦隊司令長官嶋田繁太郎海軍大将の指揮下に入り、中支航空部隊として四川省方面の作戦に従事した。5月初旬からは重慶に対する空襲を強化し、さらに日本陸軍航空部隊と協同で一〇二号作戦を実施した。本作戦では、従来の九六式陸上攻撃機に替わる新型の一式陸上攻撃機が登場している。高雄空に一式陸攻30機が配備され、7月27日に初出撃した。
7月30日、鹿屋空の陸攻隊が重慶在泊中のアメリカ軍砲艦ツツイラ号を誤爆して至近弾となった（ツツイラ号事件）。ジョセフ・グルー駐日アメリカ大使は「日米戦は8ヤードに接近した」と警告した。
8月11日、一式陸攻が零戦の誘導をおこなう航空奇襲作戦（オ号作戦）を実施した。同時期に実施された南部仏印進駐やツツイラ号事件の影響により一〇二号作戦は8月末をもって打ち切られた。9月2日、第十一航空艦隊など在支航空兵力の大部分は内地に引き揚げた。

### 太平洋戦争
1941年（昭和16年）12月から開始した太平洋戦争ではフィリピン・マレー・ジャワに進出し南方作戦の航空作戦に参加。ガダルカナル戦が始まると、テニアン島にあった司令部はラバウルに移動し南東方面航空作戦に参加。
1942年12月、南東方面艦隊が編成されるとその隷下に入る（南東方面艦隊司令部要員は第十一航空艦隊司令部要員が兼任）。航空部隊がトラック島に撤退し、本土とラバウルの補給が途絶えた後は自給自足の生活で終戦まで部隊を維持した。

## 編制
1941年1月15日
- 第21航空戦隊：（高雄海軍航空隊・鹿屋海軍航空隊・東港海軍航空隊）（葛城丸・小牧丸）
- 第22航空戦隊：（美幌海軍航空隊・元山海軍航空隊）（富士川丸）
- 第24航空戦隊：（千歳海軍航空隊・横浜海軍航空隊・神威）（五洲丸）
- 附属：峯風・沖風

1941年4月10日
- 第21航空戦隊：（鹿屋海軍航空隊・東港海軍航空隊）（第一航空隊・葛城丸）
- 第22航空戦隊：（美幌海軍航空隊・元山海軍航空隊）（富士川丸）
- 第23航空戦隊：（高雄海軍航空隊）、（第三航空隊・小牧丸）
- 第24航空戦隊：（千歳海軍航空隊・横浜海軍航空隊・神威）（五洲丸）
- 附属：峯風・沖風

1941年12月10日
- 第21航空戦隊：（鹿屋海軍航空隊・東港海軍航空隊）（第1航空隊・葛城丸）
- 第22航空戦隊：（美幌海軍航空隊・元山海軍航空隊）（富士川丸）
- 第23航空戦隊：（高雄海軍航空隊・台南海軍航空隊）（第3航空隊・小牧丸）
- 附属：りおん丸・慶洋丸・加茂川丸
  - 第34駆逐隊（9月15日編入）：羽風・秋風・太刀風

1942年7月14日
- 第22航空戦隊：美幌海軍航空隊・元山海軍航空隊・富士川丸
- 第24航空戦隊：千歳海軍航空隊・神威、第1航空隊・第14航空隊・五州丸
- 第25航空戦隊：横浜海軍航空隊・台南海軍航空隊・秋津洲、第四航空隊・最上川丸
- 第26航空戦隊：三沢海軍航空隊・木更津海軍航空隊・第6航空隊
- 附属：りおん丸・慶洋丸・名古屋丸
  - 第34駆逐隊：羽風・秋風・太刀風

1944年4月1日
- 第25航空戦隊：第251海軍航空隊・第253海軍航空隊
- 附属：秋風、第151海軍航空隊・第18・20・26・28・32・34・211・212設営隊

1944年8月15日
- 附属：第958海軍航空隊・第105航空基地隊・第18・20・26・28・32・34・211・212設営隊

1945年6月1日
- 附属：第958海軍航空隊・第105航空基地隊・第18・28・211・212設営隊

## 要職
司令長官
- 片桐英吉中将：1941年1月15日 - 1941年9月10日
- 塚原二四三中将：1941年9月10日 - 1942年10月1日
- 草鹿任一中将：1942年10月1日 -

参謀長
- 大西瀧治郎少将：1941年1月15日 - 1942年2月10日
- 酒巻宗孝少将：1942年2月10日 - 1942年12月24日
- 中原義正少将：1942年12月24日 - 1943年11月29日
- 草鹿龍之介少将：1943年11月29日 - 1944年4月6日
- 富岡定俊少将：1944年4月6日 - 1944年11月7日
- 入船直三郎少将：1944年11月7日 -